# Cornwall, Ontario
Cornwall är en ort i Kanada.   Den ligger i provinsen Ontario, i den sydöstra delen av landet, 90 km sydost om huvudstaden Ottawa. Cornwall ligger 59 meter över havet och antalet invånare är 48 821.
Terrängen runt Cornwall är mycket platt. Det finns inga andra samhällen i närheten. 
Omgivningarna runt Cornwall är en mosaik av jordbruksmark och naturlig växtlighet. Runt Cornwall är det glesbefolkat, med 14 invånare per kvadratkilometer.